# Sulkava
Sulkava est une municipalité de l'Est de la Finlande, dans la région de Savonie du Sud et la province de Finlande orientale.

## Géographie
La commune, de forme très allongée (60 km de long et maximum 20 de large), est principalement couverte par les lacs et par la forêt. Les habitations sont rares et éparses en dehors de la proximité immédiate du village centre. Les lacs forment un véritable dédale, reliant le Pihlajavesi et le Saimaa. La grande île de Partalansaari est située en majorité sur la commune.
Le relief, bien que peu élevé, est omniprésent sous la forme de très nombreux eskers et moraines. Le paysage est typique de la région des lacs.
La commune compte en tout 39 villages, mais la plupart ne sont que des hameaux formés d'une poignée de fermes.
Les municipalités voisines sont Puumala au sud, Juva à l'ouest, Rantasalmi au nord, Savonlinna à l'est, Punkaharju au sud-est et enfin Ruokolahti, toujours au sud-est mais en Carélie du Sud.

## Démographie
Depuis 1980, l'évolution démographique de Sulkava est la suivante, :
| Année      | 1980  | 1985  | 1990  | 1995  | 2000  | 2005  |
| ---------- | ----- | ----- | ----- | ----- | ----- | ----- |
| population | 4 379 | 4 146 | 3 923 | 3 758 | 3 456 | 3 196 |

| Année      | 2010  | 2015  | 2020  |
| ---------- | ----- | ----- | ----- |
| population | 2 938 | 2 777 | 2 489 |

## Politique et administration

### Conseil municipal
Le Conseil municipal de Sulkava est composé de 21 conseillers.
Après les élections municipales finlandaises de 2021, la répartition des sièges est la suivante de 2021 à 2025 :
| Parti     | Parti                           | Sièges |
| --------- | ------------------------------- | ------ |
|           | Parti du centre                 | 10     |
|           | Parti social-démocrate          | 6      |
|           | Vrais Finlandais                | 1      |
|           | Parti de la coalition nationale | 4      |
|           | Chrétiens-démocrates            | 0      |
| Sources : |                                 |        |

## Curiosités touristiques
Trois curiosités principales :
- L'ancienne forteresse du XIIe siècle, connue sous le nom de château de Sulkava, dont les murs sont encore bien visibles. Elle domine le lac depuis une colline granitique.
- Des fortifications rattachées au Salpalinja, cette ligne de défense construite à la fin de la Guerre d'Hiver en prévision d'une nouvelle attaque soviétique. On trouve notamment une ancienne batterie d'artillerie au village d'Auvila.
- Enfin, une curiosité naturelle, le grand esker de Vilkaharju, un des plus spectaculaires du pays, seulement devancé en taille par celui de Punkaharju. Il s'étend en effet sur 4 km de long et est bordé par les lacs des deux côtés.

## Évènements
La commune est très connue dans tout le pays pour sa grande course d'aviron qui se tient chaque année, la Sulkavan Suursoudut. Elle se tient généralement au début du mois de juillet, quand la plupart des 1 800 maisons de vacances sont occupées et que les touristes affluent également de tout le reste du pays.
Le but de la course est de faire le tour de l'île de Partalansaari, soit 60 km. L'évènement, lancé en 1968, a attiré en 2006 environ 10 000 rameurs et plus de 20 000 visiteurs. Le record de vitesse est à ce jour d'un peu moins de 4 heures.

## Galerie

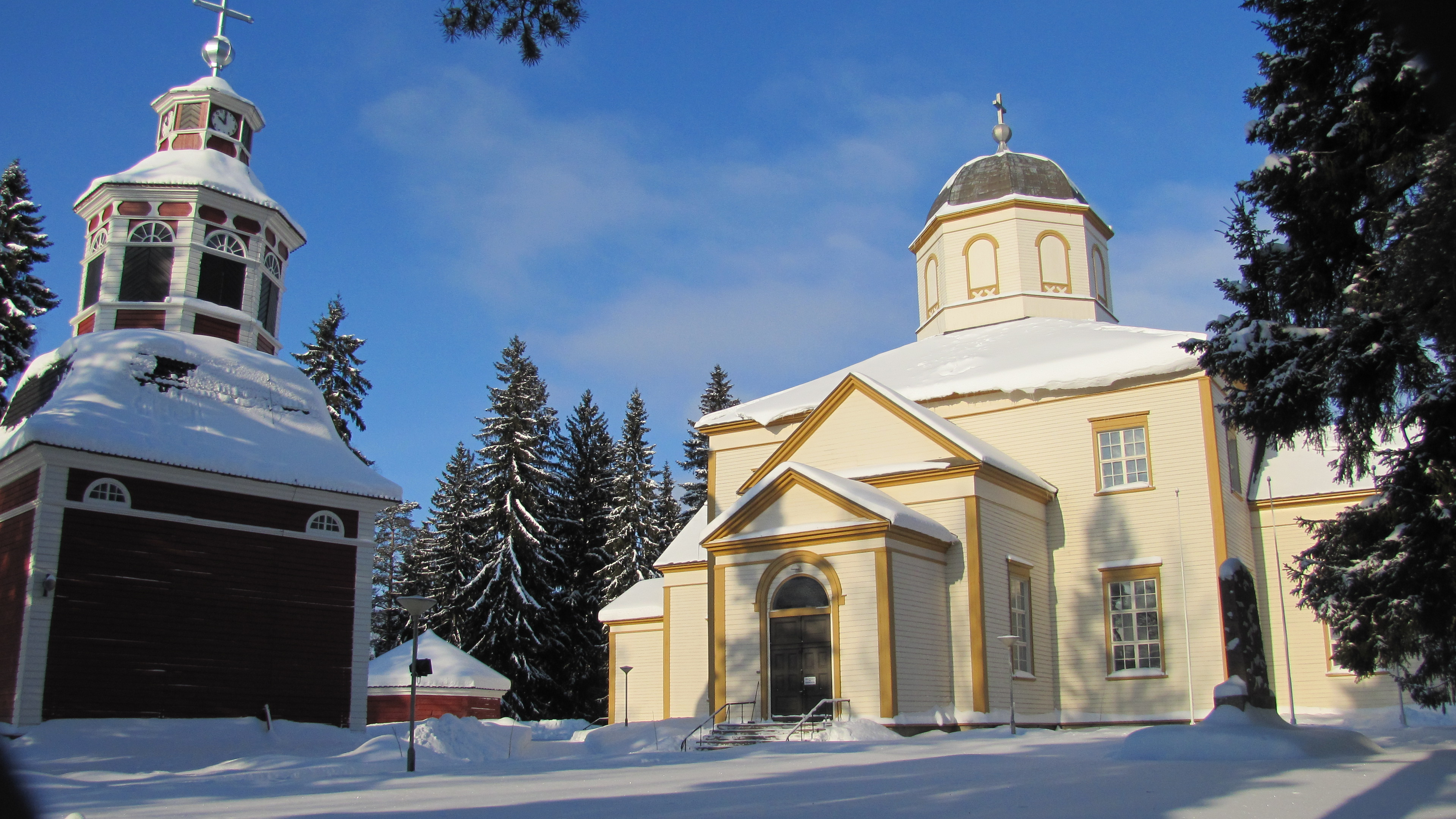
Église de Sulkava.
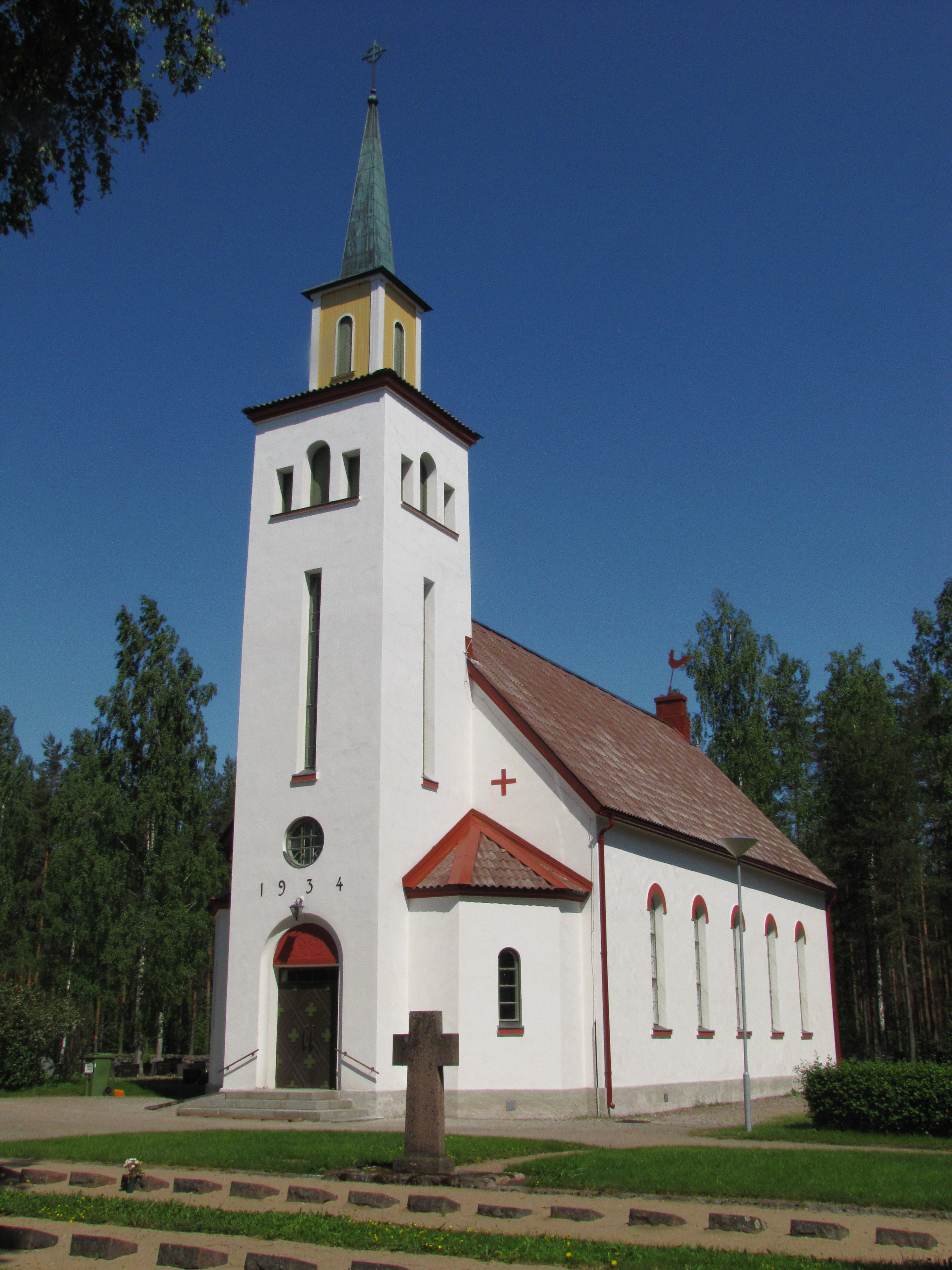
Église de Lohikoski.
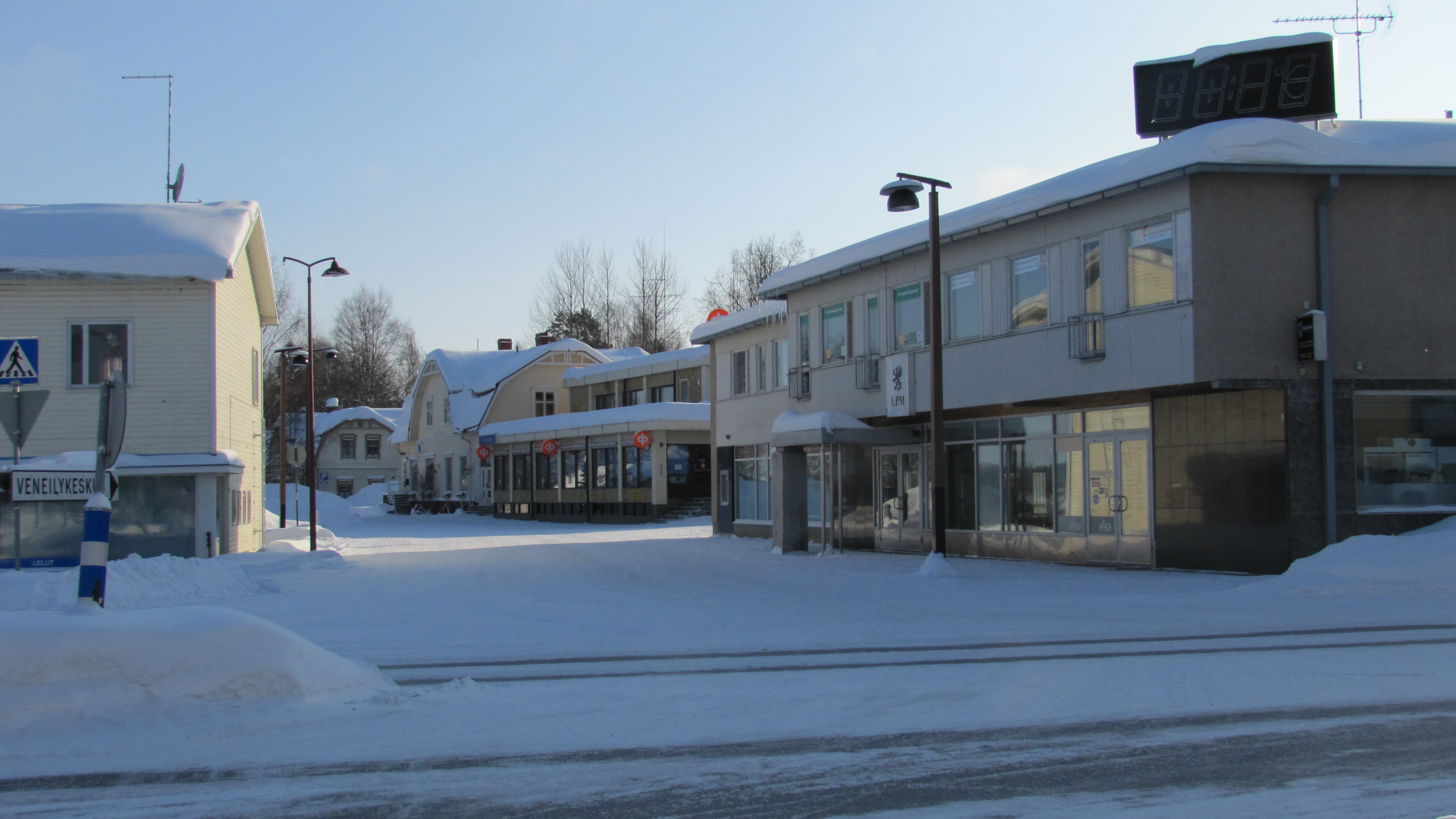
Centre de Sulkava.
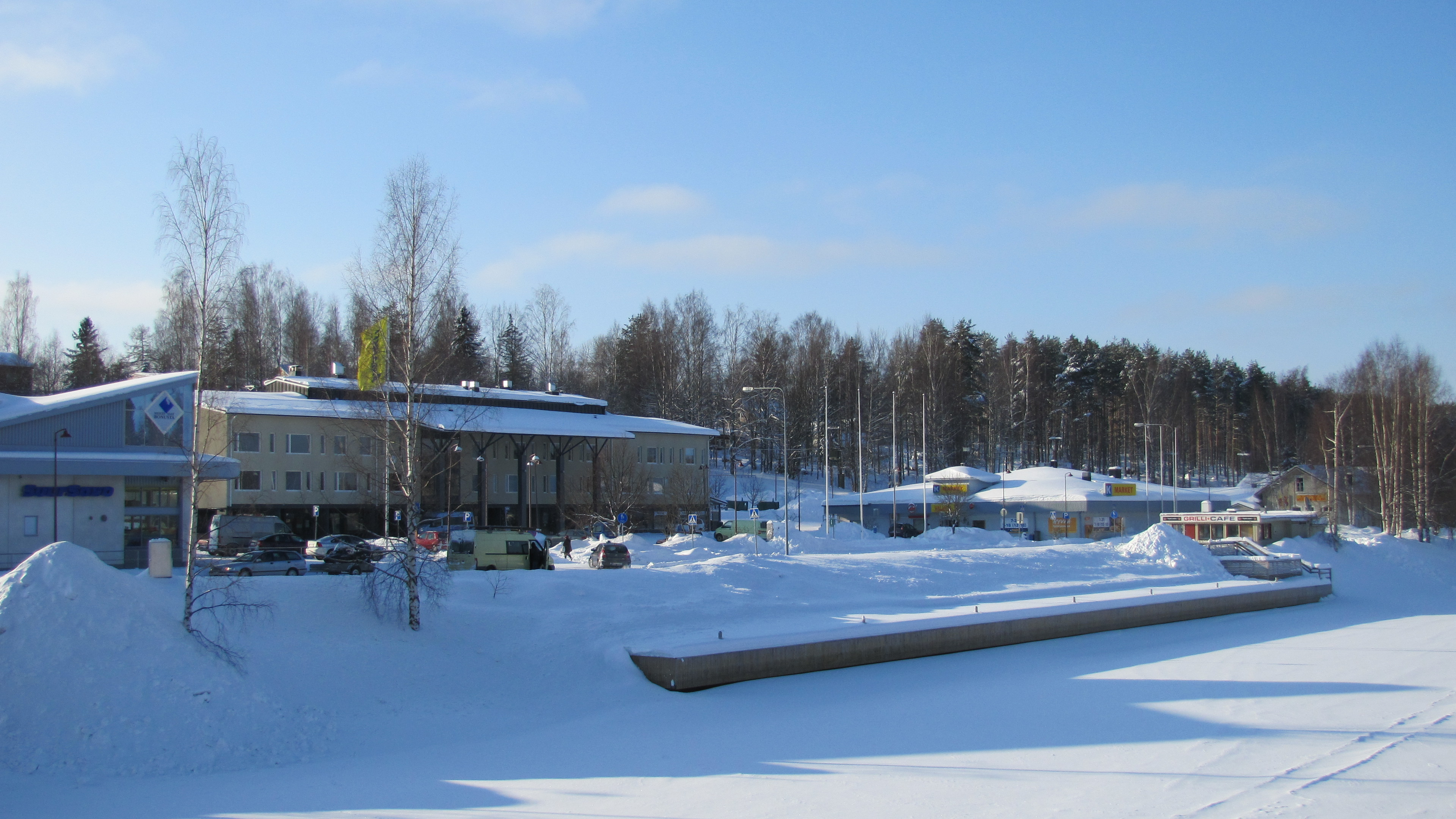
Centre de Sulkava.
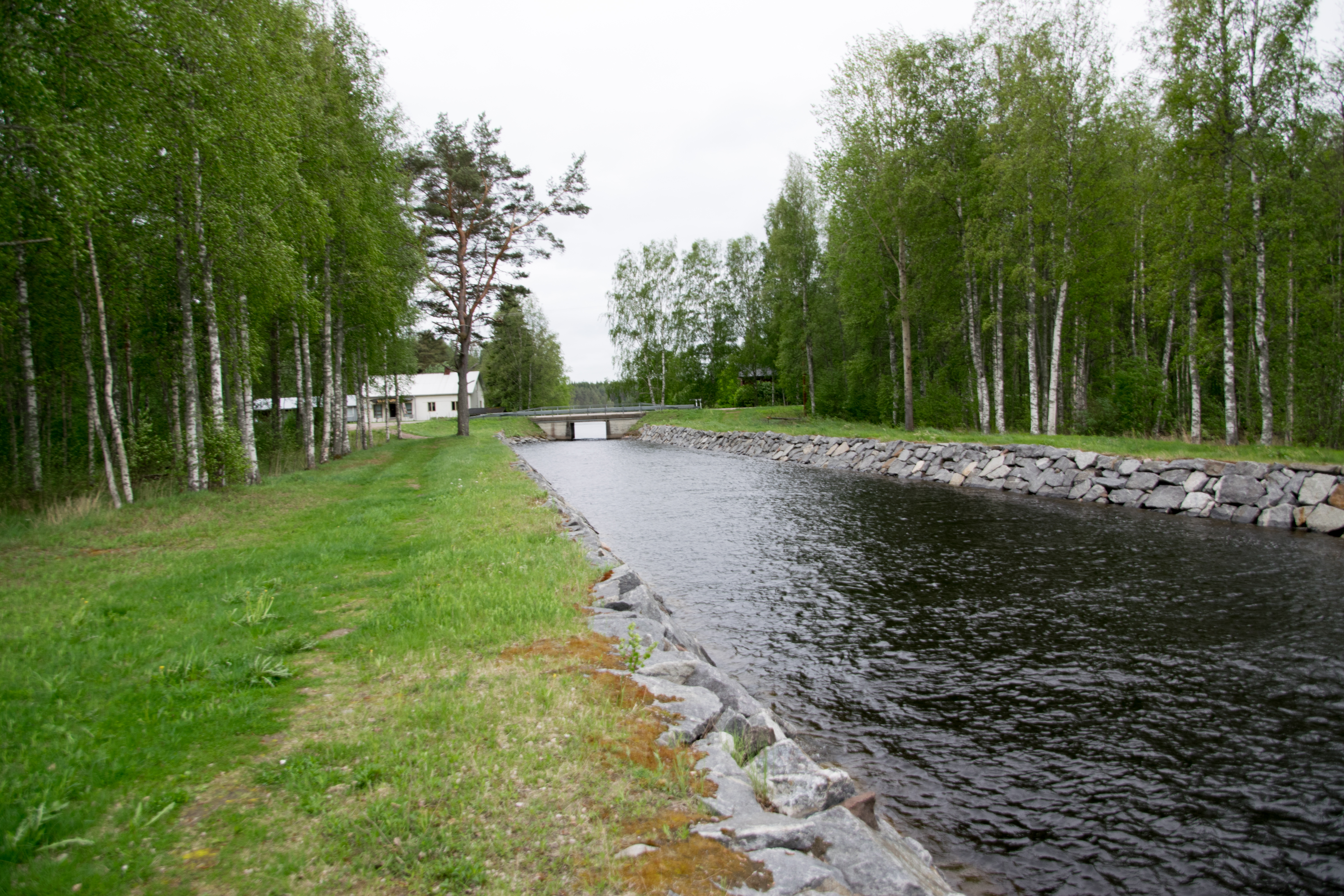
Canal de Telataipale.
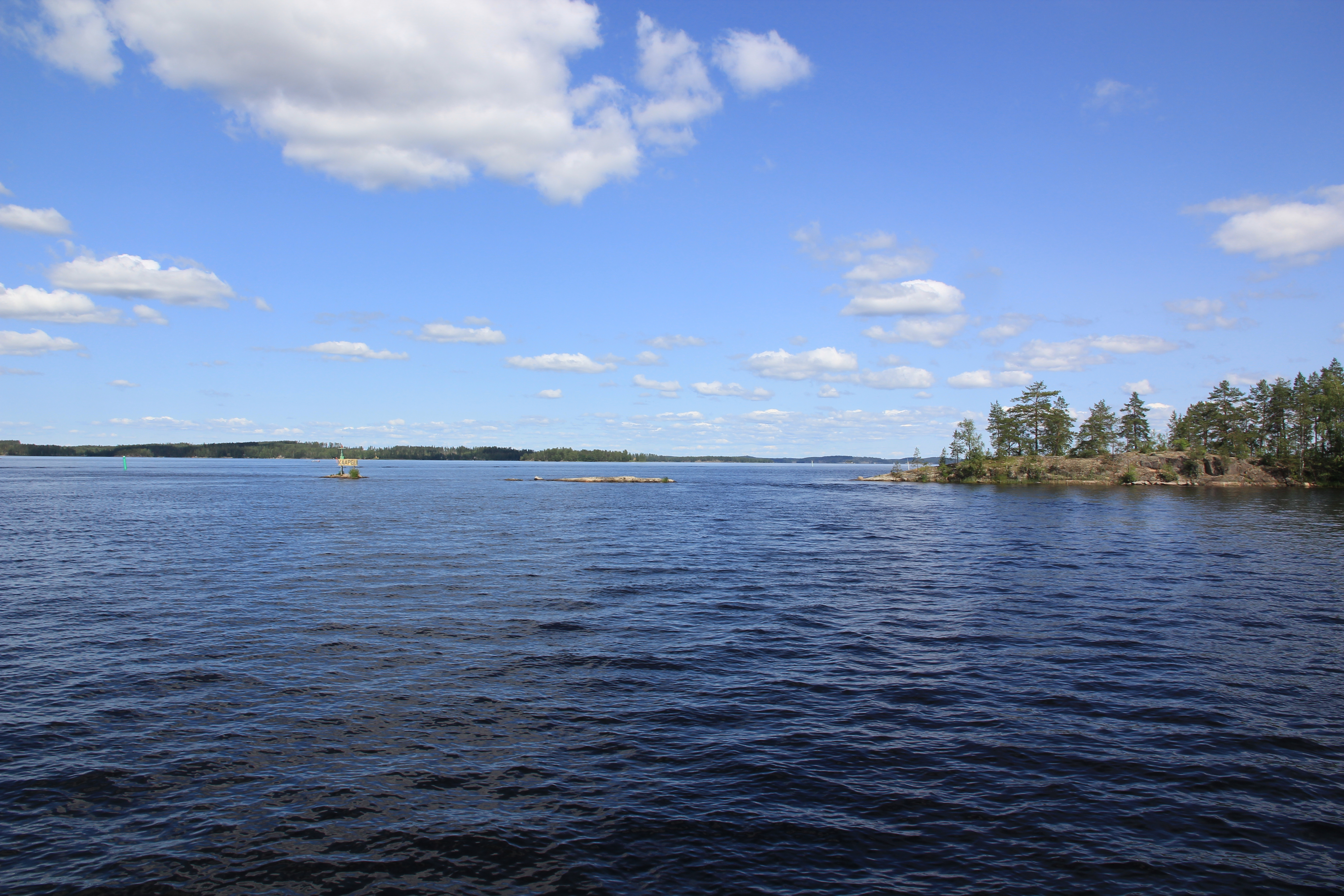
Vekaransalmi.
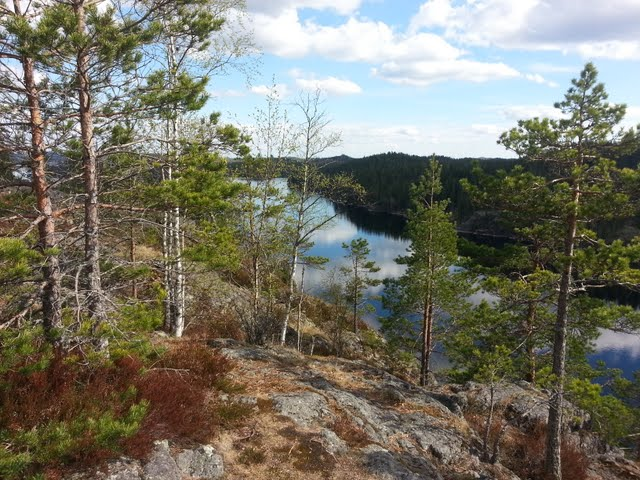
Linnavuori.